# Apocalisse di Esdra

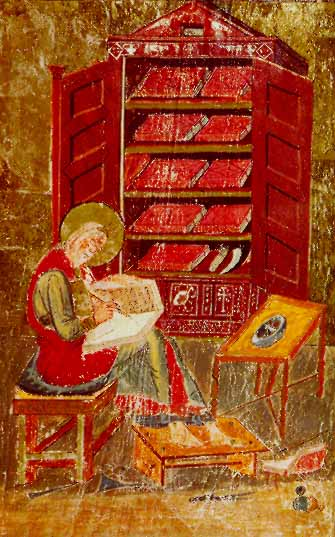
Ritratto di Esdra da un codice miniato medievale

L'Apocalisse di Esdra o Quarto Libro di Esdra è un apocrifo dell'Antico Testamento, pseudoepigrafo del sacerdote Esdra (V secolo a.C.) scritto originariamente in una lingua semitica, poi tradotto in greco; da questa versione, in seguito perduta, provengono gli attuali testi in latino, armeno, etiopico, georgiano e siriaco; è di origine cristiana o giudaica con rielaborazione cristiana.
Presenta richiami al Libro di Neemia e somiglianze con l'Apocalisse di Sedrach. Appartiene al genere apocalittico.
All'interno dell'opera vengono descritte sette visioni che Esdra riceve durante l'esilio babilonese:
quattro visioni vengono interpretate dall'angelo Uriel, e tre da Dio stesso. Inoltre, l'opera suddivide il tempo storico in tre momenti: l'eschaton, eone futuro ed eone eterno ed atemporale.
Il libro è incluso nella Vulgata, ma nell'edizione sistina del 1590 è stato espunto perché non era stato ritenuto canonico dal Concilio di Trento e dall'edizione sisto-clementina del 1592 è stata relegata in appendice, insieme ad altri apocrifi.

## Datazione
La data di composizione è particolarmente controversa, ipotizzata prevalentemente al II secolo d.C. ma con proposte al IX secolo d.C.
La maggioranza  degli studiosi la colloca tra gli anni 70 e 218 d.C.
Quest'ultima data è dovuta alla sua citazione da parte di Clemente Alessandrino, sebbene alcuni autori ritengano che ad essere citato sia un testo perduto greco ripreso dall'Apocalisse di Esdra.
L'ipotesi del suo utilizzo  come fonte di ispirazione da parte dell'Apocalisse di Pietro (greca) esclude che sia posteriore all'anno 135.

## Contenuti

### Capitoli I e II
I primi due capitoli del libro esistono solo in lingua latina, dagli studiosi questi capitoli vengono chiamati anche 5 Esdra. Sono considerati dalla maggior parte degli studiosi di origine cristiana; a causa del fatto che affermano il rifiuto di Dio nei confronti degli ebrei e descrivono una visione del Messia. Si sospetta che questi capitoli siano stati aggiunti al testo in seguito alla prima versione probabilmente nel III secolo.
Dal capitolo II trae origine l'introito del Requiem.

### Capitoli dal III al XIV
I capitoli dal terzo al quattordicesimo sono il testo originale in ebraico di 4 Esdra, questo libro è canonico solo per la Chiesa etiope e secondo la loro tradizione il libro venne scritto durante l'esilio a Babilonia. Il libro consiste in sette visioni di Esdra, la prima visione avviene quando lui si trova ancora a Babilonia, e Esdra chiede come Israele può essere tenuto nella miseria se Dio è giusto. Subito appare l'angelo Uriel viene inviato a dare la risposta ad Esdra e dice che le vie del Signore non possono essere capite dagli uomini, Uriel gli dice che presto verrà la fine e la Gloria di Dio si manifesterà. La seconda visione è simile alla prima: Esdra chiede perché Israele sia stato consegnato ai Babilonesi, e gli viene di nuovo detto che l'uomo non può capirlo e che la fine è vicina. Nella terza visione: Esdra chiede perché Israele non possiede il mondo. Uriel risponde che lo stato attuale è un periodo di transizione. In seguito avviene una descrizione del destino dei malfattori e dei giusti. Esdra chiede se i giusti possono intercedere per gli ingiusti nel Giorno del Giudizio, ma viene detto che "il Giorno del Giudizio è definitivo".
Le successive tre visioni sono di natura più simbolica. La quarta visione mostra una donna in lutto per il suo unico figlio, lei viene trasformata in una città quando sente parlare della desolazione di Sion, Uriel dice ad Esdra che la donna simboleggia Sion. La quinta visione consiste un'aquila con tre teste e con venti ali, l'aquila viene rimproverata da un leone e poi bruciata. La spiegazione di questa visione è che l'aquila si riferisce al quarto regno della visione di Daniele, con le ali e le teste come governanti, la scena finale della visione è il trionfo del Messia sull'impero. La sesta visione è di un uomo, che rappresenta il Messia, che sputa fuoco su una folla che lo sta attaccando. Quest'uomo si rivolge allora ad un'altra moltitudine pacifica, che lo accetta.

La settima ed ultima visione consiste nella restaurazione delle Scritture. Dio appare a Esdra in un cespuglio e gli comanda di restaurare la Legge. Esdra raccoglie cinque scribi e comincia a dettare. Dopo quaranta giorni, ha prodotto novantaquattro libri: i ventiquattro libri del Tanakh e settanta opere segrete:
"Rendi pubblici i ventiquattro libri che hai scritto per primi, e lascia che i degni e gli indegni li leggano; ma conserva i settanta che sono stati scritti per ultimi, per darli ai saggi del tuo popolo". 4Esdra 12:45–46
I "settanta" potrebbero riferirsi alla LXX, alla maggior parte degli apocrifi o ai libri perduti descritti nella Bibbia.

### Capitoli XV e XVI
Gli ultimi due capitoli, chiamati anche 6 Esdra dagli studiosi, e trovati in latino, ma non nei testi orientali, predicono guerre e rimproverano i peccatori. Molti presumono che probabilmente risalgano a un periodo molto più tardo. e può essere di origine cristiana; è possibile, anche se non certo, che siano stati aggiunti contemporaneamente ai primi due capitoli della versione latina. È possibile che siano di origine ebraica, tuttavia; 15,57–59 sono stati trovati in greco, che la maggior parte degli studiosi concorda sia stato tradotto da un originale ebraico.